# 花红乡
花红乡，是中华人民共和国四川省达州市达川区曾经下辖的一个乡。2019年12月，撤销花红乡，将其所属行政区域划归麻柳镇管辖。

## 行政区划
花红乡撤销前下辖以下地区：
高峰庙村、梓桐观村、白岩村、双河庙村、高笋塘村、石地坝村和万安寨村。